# Príkra
Príkra est un village de Slovaquie situé dans la région de Prešov.

## Histoire
La première mention écrite du village date de 1618. Príkra était avec 12 habitants la seconde commune la moins peuplée de Slovaquie en 2009.

## Démographie

### Évolution de la population
| Année:               | 1994. | 2004.    | 2014.    | 2024.   |
| -------------------- | ----- | -------- | -------- | ------- |
| Nombre de personnes: | 11    | 9        | 8        | 11      |
| Différence:          |       | -18,18 % | -11,11 % | +37,5 % |

| Année:               | 2023. | 2024. |
| -------------------- | ----- | ----- |
| Nombre de personnes: | 11    | 11    |
| Différence:          |       | +0 %  |